# EPrix van Berlijn 2019
De ePrix van Berlijn 2019, een race uit het Formule E-kampioenschap, werd gehouden op 25 mei 2019 op het Tempelhof Airport Street Circuit. Het was de tiende race van het seizoen.
De race werd gewonnen door Lucas di Grassi voor het team Audi Sport ABT Schaeffler, die zijn tweede zege van het seizoen behaalde. Polesitter Sébastien Buemi werd voor het team Nissan e.Dams tweede, terwijl kampioenschapsleider Jean-Éric Vergne voor het DS Techeetah Formula E Team het podium compleet maakte.

## Kwalificatie
| Pos                 | No | Coureur                | Team                        | Q1       | Q2       | Grid |
| ------------------- | -- | ---------------------- | --------------------------- | -------- | -------- | ---- |
| 1                   | 23 | Sébastien Buemi        | Nissan e.Dams               | 1:07.625 | 1:07.295 | 1    |
| 2                   | 5  | Stoffel Vandoorne      | HWA Racelab                 | 1:07.619 | 1:07.693 | 2    |
| 3                   | 11 | Lucas di Grassi        | Audi Sport ABT Schaeffler   | 1:07.926 | 1:07.719 | 3    |
| 4                   | 17 | Gary Paffett           | HWA Racelab                 | 1:07.877 | 1:07.783 | 4    |
| 5                   | 3  | Alex Lynn              | Panasonic Jaguar Racing     | 1:07.920 | 1:07.849 | 5    |
| 6                   | 27 | Alexander Sims         | BMW i Andretti Motorsport   | 1:07.728 | 1:08.017 | 11   |
| 7                   | 66 | Daniel Abt             | Audi Sport ABT Schaeffler   | 1:07.953 |          | 6    |
| 8                   | 28 | António Félix da Costa | BMW i Andretti Motorsport   | 1:08.013 |          | 7    |
| 9                   | 25 | Jean-Éric Vergne       | DS Techeetah Formula E Team | 1:08.046 |          | 8    |
| 10                  | 64 | Jérôme d'Ambrosio      | Mahindra Racing             | 1:08.065 |          | 9    |
| 11                  | 94 | Pascal Wehrlein        | Mahindra Racing             | 1:08.086 |          | 10   |
| 12                  | 22 | Oliver Rowland         | Nissan e.Dams               | 1:08.119 |          | 12   |
| 13                  | 2  | Sam Bird               | Envision Virgin Racing      | 1:08.182 |          | 13   |
| 14                  | 16 | Oliver Turvey          | NIO Formula E Team          | 1:08.203 |          | 14   |
| 15                  | 6  | Maximilian Günther     | Geox Dragon Racing          | 1:08.218 |          | 15   |
| 16                  | 48 | Edoardo Mortara        | Venturi Formula E Team      | 1:08.223 |          | 16   |
| 17                  | 8  | Tom Dillmann           | NIO Formula E Team          | 1:08.263 |          | 17   |
| 18                  | 20 | Mitch Evans            | Panasonic Jaguar Racing     | 1:08.314 |          | 18   |
| 19                  | 19 | Felipe Massa           | Venturi Formula E Team      | 1:08.348 |          | 19   |
| 20                  | 7  | José María López       | Geox Dragon Racing          | 1:08.720 |          | 20   |
| 21                  | 4  | Robin Frijns           | Envision Virgin Racing      | 1:08.919 |          | 22   |
| 22                  | 36 | André Lotterer         | DS Techeetah Formula E Team | 1:12.568 |          | 21   |
| 110%-tijd: 1:14.380 |    |                        |                             |          |          |      |

## Race
| Pos | No | Coureur                | Team                        | Rondes | Tijd/Oorzaak uitval | Grid | Punten |
| --- | -- | ---------------------- | --------------------------- | ------ | ------------------- | ---- | ------ |
| 1   | 11 | Lucas di Grassi        | Audi Sport ABT Schaeffler   | 37     | 47:02.477           | 3    | 26     |
| 2   | 23 | Sébastien Buemi        | Nissan e.Dams               | 37     | +1.856              | 1    | 21     |
| 3   | 25 | Jean-Éric Vergne       | DS Techeetah Formula E Team | 37     | +2.522              | 8    | 15     |
| 4   | 28 | António Félix da Costa | BMW i Andretti Motorsport   | 37     | +5.845              | 7    | 12     |
| 5   | 5  | Stoffel Vandoorne      | HWA Racelab                 | 37     | +6.336              | 2    | 10     |
| 6   | 66 | Daniel Abt             | Audi Sport ABT Schaeffler   | 37     | +6.551              | 6    | 8      |
| 7   | 27 | Alexander Sims         | BMW i Andretti Motorsport   | 37     | +8.235              | 11   | 6      |
| 8   | 22 | Oliver Rowland         | Nissan e.Dams               | 37     | +10.781             | 12   | 4      |
| 9   | 2  | Sam Bird               | Envision Virgin Racing      | 37     | +13.153             | 13   | 2      |
| 10  | 94 | Pascal Wehrlein        | Mahindra Racing             | 37     | +14.846             | 10   | 1      |
| 11  | 48 | Edoardo Mortara        | Venturi Formula E Team      | 37     | +15.377             | 16   |        |
| 12  | 20 | Mitch Evans            | Panasonic Jaguar Racing     | 37     | +17.688             | 18   |        |
| 13  | 4  | Robin Frijns           | Envision Virgin Racing      | 37     | +21.197             | 22   |        |
| 14  | 6  | Maximilian Günther     | Geox Dragon Racing          | 37     | +26.154             | 15   |        |
| 15  | 19 | Felipe Massa           | Venturi Formula E Team      | 37     | +26.684             | 19   |        |
| 16  | 17 | Gary Paffett           | HWA Racelab                 | 37     | +27.718             | 4    |        |
| 17  | 64 | Jérôme d'Ambrosio      | Mahindra Racing             | 37     | +27.729             | 9    |        |
| 18  | 16 | Oliver Turvey          | NIO Formula E Team          | 37     | +32.117             | 14   |        |
| 19  | 8  | Tom Dillmann           | NIO Formula E Team          | 37     | +33.706             | 17   |        |
| 20  | 7  | José María López       | Geox Dragon Racing          | 37     | +46.895             | 20   |        |
| DNF | 36 | André Lotterer         | DS Techeetah Formula E Team | 28     | Batterij            | 21   |        |
| DNF | 3  | Alex Lynn              | Panasonic Jaguar Racing     | 23     | Ongeluk             | 5    |        |

## Tussenstanden wereldkampioenschap

### Coureurs
| Positie | No. | Rijder                 | Team                        | Punten |
| ------- | --- | ---------------------- | --------------------------- | ------ |
| 01      | 25  | Jean-Éric Vergne       | DS Techeetah Formula E Team | 102    |
| 02      | 11  | Lucas di Grassi        | Audi Sport ABT Schaeffler   | 96     |
| 03      | 36  | André Lotterer         | DS Techeetah Formula E Team | 86     |
| 04      | 28  | António Félix da Costa | BMW i Andretti Motorsport   | 82     |
| 05      | 4   | Robin Frijns           | Envision Virgin Racing      | 81     |
| 06      | 20  | Mitch Evans            | Panasonic Jaguar Racing     | 69     |
| 07      | 66  | Daniel Abt             | Audi Sport ABT Schaeffler   | 67     |
| 08      | 64  | Jérôme d'Ambrosio      | Mahindra Racing             | 65     |
| 09      | 22  | Oliver Rowland         | Nissan e.dams               | 63     |
| 10      | 23  | Sébastien Buemi        | Nissan e.dams               | 61     |

### Constructeurs
| Positie | Team                        | Punten |
| ------- | --------------------------- | ------ |
| 01      | DS Techeetah Formula E Team | 188    |
| 02      | Audi Sport ABT Schaeffler   | 163    |
| 03      | Envision Virgin Racing      | 137    |
| 04      | Nissan e.dams               | 124    |
| 05      | Mahindra Racing             | 117    |
| 06      | BMW i Andretti Motorsport   | 106    |
| 07      | Venturi Formula E Team      | 84     |
| 08      | Panasonic Jaguar Racing     | 74     |
| 09      | HWA Racelab                 | 38     |
| 10      | Geox Dragon Racing          | 13     |